# Pioneer 5
Pioneer 5 (P-2) è una sonda statunitense lanciata in orbita eliocentrica con lo scopo di effettuare ricerche sul campo magnetico interplanetario.
Il lancio fu effettuato da Cape Canaveral l'11 marzo 1960 con un razzo vettore Thor-Able.
La durata della missione era programmata per 30 giorni; la sonda superò questo limite, funzionando per 106 giorni e trasmettendo dati da una distanza massima di 36,2 milioni di km.

## La sonda
La Pioneer 5 era una sfera del diametro di 66 cm con quattro pannelli solari che si estendevano per 1,4 metri. Era equipaggiata con quattro strumenti scientifici:
- Un rilevatore per le particelle solari e la radiazione intrappolata dalla Terra. Poteva rilevare fotoni con un'energia superiore a 75 MeV ed elettroni con un'energia superiore a 13 MeV.
- Un magnetometro per misurare il campo magnetico terrestre vicino al confine geomagnetico e nello spazio interplanetario. Era capace di misurare campi da 1 μG a 12 mG. Poteva esprimere le sue misure sia in formato analogico che digitale.
- Una camera a ionizzazione e un tubo Geiger-Müller per misurare la radiazione cosmica.
- Un rilevatore di micrometeoriti.

## La missione
La sonda inviò i dati raccolti sul campo magnetico, sulle particelle dei brillamenti solari e sulla radiazione cosmica nella regione interplanetaria. Il rilevatore di micrometeoriti smise di funzionare correttamente quando il sistema dei dati si saturò.
I dati digitali registrati vennero trasmessi a 1, 8 e 64 bit/s a seconda della distanza della sonda dalla Terra. Quattro operazioni della durata di 25 minuti vennero programmate ogni giorno con occasionali incrementi durante momenti di particolare interesse. Un totale di 138,9 ore di operazioni vennero completate e vennero ricevuti oltre 3 Mbit di dati. La maggior parte dei dati vennero ricevuti dal radiotelescopio Lovell del Jodrell Bank Observatory e dalla Hawaii Tracking Station. I dati vennero ricevuti fino al 30 aprile 1960, dopodiché il segnale divenne troppo debole. Un segnale dalla sonda venne ricevuto da Jodrell Bank dalla distanza record di 36,2 milioni di chilometri il 26 giugno 1960 anche se era troppo debole per riuscire ad acquisire dei dati.